# آناتولی کولسوف
آناتولی کولسوف((روسی:Анатолий Колесов)؛ زادهٔ ۱۹۳۱ (۹۳–۹۴ سال)) دوچرخه‌سوار اهل شوروی  است.  وی در مسابقات المپیک تابستانی ۱۹۵۲ در مسابقات دوچرخه سواری انفرادی و تیمی شرکت کرد.